# Marietje Schaake

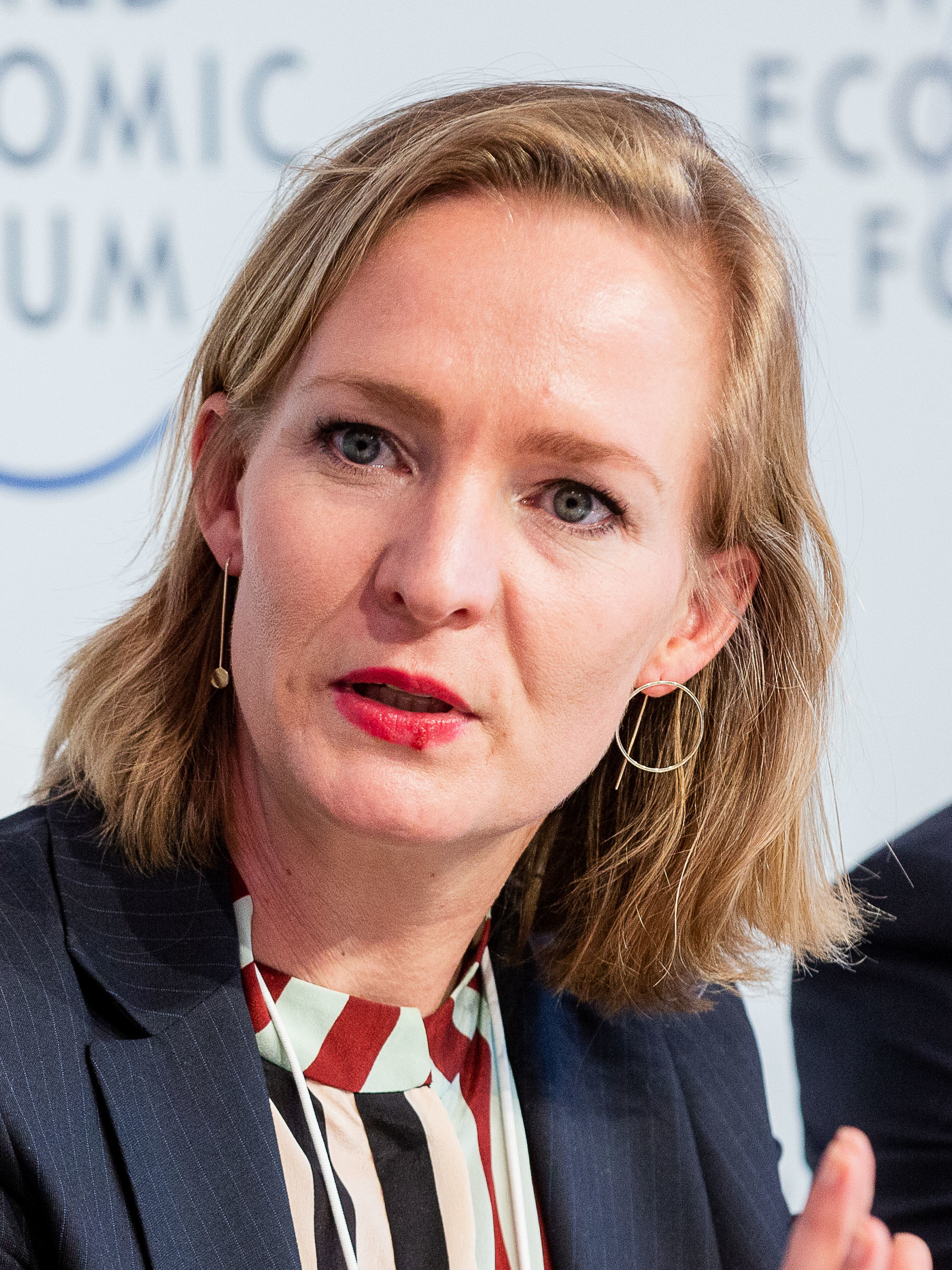
Schaake während des WEF 2019

Marietje Schaake ([mɑˈritʃə ˈsxaːkə]; * 28. Oktober 1978 in Leiden) ist eine niederländische Politikerin der Democraten 66 (D66). Von 2009 bis 2019 war sie Abgeordnete des Europäischen Parlaments für die Allianz der Liberalen und Demokraten für Europa (ALDE).

## Leben
Nach ihrer Schulzeit am Montessori Lyceum in Den Haag studierte Schaake Freie Künste an der Wittenberg University in Springfield (Ohio), Vereinigte Staaten. Danach wechselte sie an die Universität Amsterdam, wo sie Soziologie, Amerikanistik und Medienwissenschaft studierte. Neben ihrem Studium wurde Schaake politisch aktiv und Mitglied der Partei Democraten 66.
Vor ihrer politischen Laufbahn arbeitete die Niederländerin als Beraterin unter anderem für den US-Botschafter in den Niederlanden und für den Präsidenten der Leadership Conference on Civil and Human Rights in Washington D.C.

## EU-Abgeordnete
Von 2009 bis 2019 war Schaake als Abgeordnete der Democraten 66 im Europaparlament. Dort war sie in ihrer zweiten Legislaturperiode Mitglied im Ausschuss für internationalen Handel und in der Delegation für die Beziehungen zu den Vereinigten Staaten, deren Vizepräsidentin sie zeitweise war. Als Stellvertreterin war sie zudem im Ausschuss für auswärtige Angelegenheiten, Menschenrechte, Gemeinsame Sicherheit und Verteidigungspolitik, wo sie sich vor allem für die Stärkung Europas als Global Player einsetzte sowie für die Einhaltung der Menschenrechte.
Schaake machte sich als EU-Abgeordnete für digitale Freiheit als Teil EU-Außenpolitik ein. Sie forderte auch die Schaffung eines europäischen digitalen Binnenmarktes und eine Reform des Urheberrechts.
Das Wall Street Journal bezeichnete Schaake als „Europas verdrahtetste Politikerin“. Das europäische Politikportal Politico kürte sie 2017 zu den wichtigsten europäischen Politikern („Politico 28“) und führende EU-Parlamentarierin für Cyber-Sicherheit.
In September 2018 kündigte Schaake an, nicht für eine dritte Amtszeit bei den Wahlen zum Europäischen Parlament 2019 zur Verfügung zu stehen.

## Tätigkeiten seit 2019
Schaake ist seit 2019 Direktorin für Internationale Politik am Zentrum für Cyber-Politik sowie Fellow am Institut für Künstliche Intelligenz der Stanford University.
Am Genfer Cyber Peace Institute (CPI) ist sie Präsidentin. Aufgabe des CPI ist es, die Schäden eines eskalierenden Konflikts im Cyberspace zu verringern, eine kollektive Analyse von Cyberangriffen durchzuführen, mit dem Ziel, die Öffentlichkeit zu informieren, gefährdete Gemeinschaften zu unterstützen und verantwortungsbewusstes Verhalten, Normen und die Achtung des Völkerrechts zu fördern.

## Weitere Tätigkeiten (Auswahl)
- European Council on Foreign Relations (ECFR), Mitglied des Stiftungsrats (seit 2020)[4]
- Reporter ohne Grenzen, Forum on Information and Democracy, Co-Vorsitzende[5]
- Young Global Leader des WEF
- Acces Now, Mitglied des Direktoriums[6]

Marietje Schaake schreibt Kolumnen in der Financial Times sowie in der niederländischen Zeitung NRC Handelsblad.
2024 veröffentlichte sie das Buch The Tech Coup. How to save Democracy from Silicon Valley.